# Limifossor talpoideus
Limifossor talpoideus is een schildvoetigensoort uit de familie van de Limifossoridae. De wetenschappelijke naam van de soort is voor het eerst geldig gepubliceerd in 1904 door Heath.